# Artyści pod kopułą cyrku: bezradni
Artyści pod kopułą cyrku: bezradni (niem. Die Artisten in der Zirkuskuppel: Ratlos) – niemiecki dramat filmowy z 1968 roku w reżyserii Alexandra Kluge. Zdjęcia kręcono we Frankfurcie nad Menem, Monachium, Norymberdze i Stuttgarcie.
Film zdobył Złotego Lwa na 29. MFF w Wenecji, co spowodowało dziesięcioletnią przerwę w przyznawaniu nagrody.

## Opis fabuły
Film opowiada historię Leni Peickert (Hannelore Hoger) – właścicielki cyrku, któremu grozi bankructwo. Kobieta próbuje pozbyć się długów poprzez zaciągnięcie kredytu i postanawia zreformować cyrk, aby przyciągnąć widzów.